# سونديون
سونديون وهم مجموعة عرقية يعيشون في إندونيسيا وهُم السُكان الأصليون لجاوة الغربية، ويَبلُغُ عددهم حوالي 40 مليون وهم ثاني أكبر عرقية في البلاد بعد الجاويون، يعتنق أغلبهم الإسلام بمذهَبهِ السُنيّ ويتكلمون باللغة السوندية وألتي لها عدة فروع و لهجات وألتي هي إحدى اللغات الرسمية في إندونيسيا.